# Abdul Mumin
Abdul Mumin   (Ghana, 6 de juny de 1998) nom amb que es coneix Khalid Abdul Mumin Suleman, és un futbolista ghanès que juga com a defensa central al Rayo Vallecano. És internacional amb Ghana.

## Trajectòria
Va començar la seva carrera a Ghana i va formar part de l'acadèmia de Right to Dream. En 2016 va signar pel FC Nordsjælland danès. Inicialment el fitxatxe era per a jugar en l'equip sub-19, però als pocs dies de la seva arribada ja va debutar amb el primer equip. En 2018 va ser cedit al HB Køge.
El 15 d'agost de 2020 va signar pel Vitória Sport Clube per quatre temporades. En les tres primeres va disputar un total de 61 partits.
L'1 de setembre de 2022 va ser traspassat al Rayo Vallecano, que competia en la Primera Divisió espanyola, a canvi de 1,5 milions d'euros pel 50% dels seus drets.

## Clubs
| Club            | País      | Any       |
| --------------- | --------- | --------- |
| FC Nordsjælland | Dinamarca | 2016-2020 |
| HB Køge         | Dinamarca | 2018      |
| Vitória S. C.   | Portugal  | 2020-2022 |
| Rayo Vallecano  | Espanya   | 2022-act. |